# Spencer Rattler
Spencer Michael Rattler (Phoenix, 28 settembre 2000) è un giocatore di football americano statunitense che milita nel ruolo di quarterback per i New Orleans Saints della NFL.

## Carriera universitaria

### Oklahoma

#### 2019
Il 12 giugno 2019 Rattler si iscrisse a Oklahoma. Scese per prima volta in volta nel secondo tempo della gara dei College Football Playoff contro LSU. Complessivamente nel 2019 disputò tre partite.

#### 2020
Prima dell'inizio della stagione 2020, Rattler competé con Tanner Mordecai per il ruolo di quarterback titolare. Il 1º settembre Lincoln Riley era uscito vincitore dalla sfida, e disputò la prima partita il 12 settembre contro Missouri State.  Il 26 settembre pareggiò il record di Oklahoma per il maggior numero di passaggi da touchdown in due gare consecutive, 8, stabilito da Sam Bradford nel 2008. Tuttavia, l'esperienza come titolare di Rattler ebbe una partenza difficoltosa quando lui e i Sooners furono battuti a sorpresa dai Kansas State nella sua seconda gara da partente. Nella partita successiva passò 300 yard e 2 touchdown in un'altra sconfitta a sorpresa contro Iowa State. Questa interruppe una striscia di 24 vittorie consecutive di Oklahoma in casa contro Iowa State. Rattler e i Sooners si ripresero poi battendo i rivali di Texas. Il 7 novembre il quarterback si infortunò a un'anca contro Kansas. A fine stagione guidò gli Oklahoma Sooners alla sesta vittoria consecutiva del titolo della Big 12 Conference, battendo 27-21 Iowa State.

#### 2021
Prima dell'inizio della stagione 2021, Rattler era considerato il favorito per la vittoria dell'Heisman Trophy. Tuttavia, durante la partita di Oklahoma contro Texas, Rattler fu messo in panchina nel secondo tempo per fare spazio a Caleb Williams e non scese più in campo per il resto della stagione. Nel novembre 2021 l'allenatore personale di Rattler, Mike Giovando, annunciò che avrebbe lasciato Oklahoma. Ole Miss, UCLA, Arizona State, Nebraska, Pitt, Auburn, Missouri e Oregon furono tra gli istituti che tentarono maggiormente di accaparrarsi i suoi servizi.

### South Carolina
Nel dicembre 2021 Rattler annunciò che si sarebbe trasferito alla University of South Carolina per giocare con i Gamecocks, sotto la direzione del capo-allenatore Shane Beamer. Rattler e Beamer avevano già lavorato insieme a Oklahoma. I tight end di South Carolina Austin Stogner e Jaheim Bell furono anch'essi citati come fattori che influenzarono la decisione del quarterback.

#### 2022
Come quarterback titolare di South Carolina nel 2022, Rattler guidò la squadra a un bilancio di 8–5. Lanciò 3.012 yard e 18 touchdown, con 12 intercetti. Le sue prestazioni nelle prime dieci gare della stagione furono giudicate "modeste": ebbe una media di 198 yard passate e passò più intercetti che touchdown. Nel finale di stagione, tuttavia, guidò i Gamecocks a due vittorie a sorpresa. Passò 438 yard e 6 touchdown nella vittoria su Tennessee numero 5 del ranking, stabilendo il record dell'istituto per passaggi da touchdown in una partita. La settimana successiva passò 360 yard e due touchdown nella vittoria sui grandi rivali di Clemson, numeri 8 del ranking, diventando il primo quarterback di South Carolina a battere Clemson da Connor Shaw nove anni prima. Con queste vittorie, Rattler divenne il primo quarterback della storia di South Carolina a vincere due gare consecutive contro avversarie nella top 10 del ranking. South Carolina chiuse così la stagione regolare con il miglior ranking della sua storia, al numero 19.
Nel Gator Bowl, Rattler e i Gamecocks persero contro Notre Dame numero 21 per 45–38 in una gara competitiva, terminando con un bilancio di 8–5 al numero 23, la prima volta che i Gamecocks terminarono tra le prime 25 del ranking dell'Associated Press dal 2013.
Il 10 gennaio 2023 Rattler annunciò che avrebbe fatto ritorno a South Carolina per la stagione 2023.

#### 2023
Rattler portò South Carolina a un record di 5–7 record nel 2023, passando un primato personale di 3.186 yard. La sua annata fu descritta come "una delle migliori stagioni per un quarterback nella storia dell'istituto" e Rattler descritto come "uno dei migliori quarterback della nazione".
Rattler annunciò che sarebbe passato tra i professionisti a fine stagione, chiudendo al quinto posto nella storia dell'istituto per yard passate e al primo per percentuale di completamento dei passaggi. Fu invitato a giocare nel Senior Bowl 2024, di cui fu premiato come miglior giocatore.

## Carriera professionistica

### New Orleans Saints
Rattler fu scelto nel corso del quinto giro (150º assoluto) del Draft NFL 2024 dai New Orleans Saints. Vi furono 137 giocatori scelti tra Rattler e il precedente quarterback selezionato, Bo Nix, un record per il draft nell'era comune. Nei primi cinque turni fu la riserva di Derek Carr ma quando questi si infortunò, Rattler fu nominato titolare per la gara della settimana 6 contro i Tampa Bay Buccaneers. In quella partita disputò una gara dai volti, completando 10 passaggi su 13 per 137 yard e un touchdown nel primo tempo, mentre nella seconda frazione passò con 11 su 23 e subì due intercetti. I Saints furono sconfitti per 51-27. Con Carr infortunato, nella settimana 15 i Saints fecero partire come titolare Jake Haener contro i Washington Commanders ma dopo che questi faticò molto nel primo tempo, Rattler fu schierato nella seconda frazione, giocando decisamente meglio del pari ruolo, guidando la squadra a segnare in tutti e quattro i drive giocati (due touchdown e due field goal), sfiorando la vittoria in rimonta. La sua prima stagione si chiuse con 1.317 yard passate, 4 touchdown e 5 intercetti per un passer rating di 70,4 in 7 presenze, di cui 6 come titolare.